# ヘンリアド

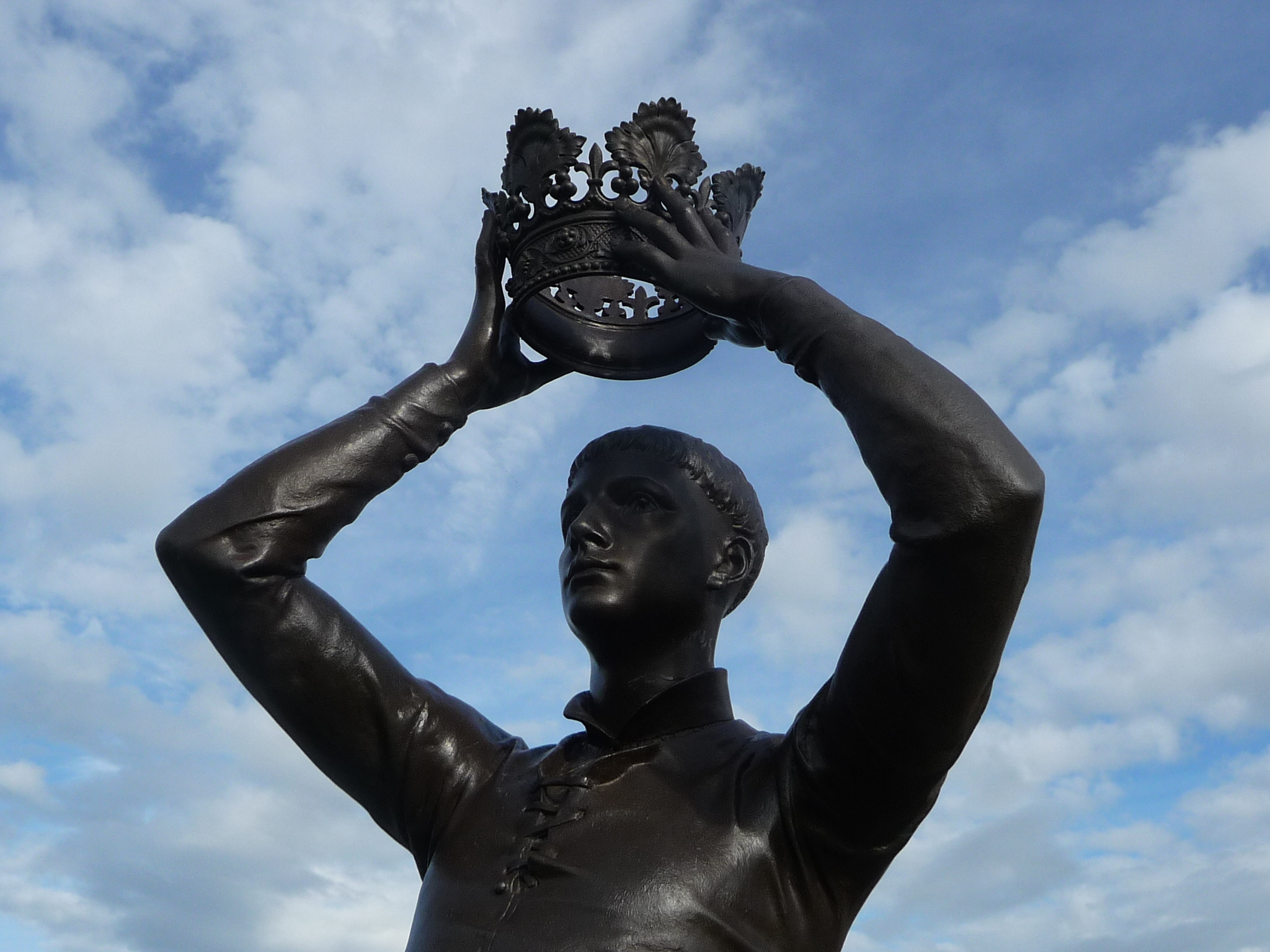
ストラトフォード・アポン・エイヴォンにある、王冠をかぶろうとするハル王子を描写したロナルド・ガワー作の銅像

ヘンリアド（英語: Henriad）は、ウィリアム・シェイクスピアのふたつめの史劇四部作、つまり『リチャード二世』『ヘンリー四世 第1部』『ヘンリー四世 第2部』『ヘンリー五世』をひとまとまりの作品として扱う際、研究者がよく用いる名称である。名称は登場する国王ヘンリー五世（最初は王子）の名前である「ヘンリー」 (Henry) からとられ、語尾の"-d"は古代ギリシアの叙事詩『イーリアス』の英語名Iliadや『アエネーイス』の英語名Aeneidにちなんでいる。ひとつめの史劇四部作（『ヘンリー六世 第1部』『ヘンリー六世 第2部』『ヘンリー六世 第3部』『リチャード三世』）には『ヘンリー六世』三部作が含まれるが、こちらは薔薇戦争サイクル劇などと呼ばれる。 
ヘンリアドにおいては、イングランド王リチャード2世の廃位と、それに続くヘンリー5世の荒っぽい若者から偉大な戦争指導者への成長を通して、政治的連続性が失われることで発生した政情の不安定化を描いている。執筆・上演は薔薇戦争サイクル劇より後になるが、扱われている出来事は『ヘンリー六世』三部作と『リチャード三世』より前に起こったことである。 
この四部作を扱った文献においては、「ヘンリアド」 (Henriad) という名称は広く使われている。しかしながらヘンリアドという言葉が指す範囲については議論もあり、『ヘンリー六世 第1部』『ヘンリー六世 第2部』『ヘンリー六世 第3部』『リチャード三世』からなるシェイクスピアの最初の四部作を「ヘンリアド」と呼ぶ用例もある。『ウィンザーの陽気な女房たち』は多くの設定や登場人物をヘンリアドと共有しているが、ヘンリー自身が登場しないため、通常は分けて論じられる。

## 特徴
シェイクスピアがこの4作の戯曲をサイクルとして構想したかどうかは定かではないが、同じ登場人物を用い、前作に直接言及しながらイングランド史の一時代を継続的に描いているため、しばしば相互に関連したものとして解釈・上演される。『ジュリアス・シーザー』と『アントニーとクレオパトラ』も三頭政治期に活躍した同じ登場人物を含んでいるが、スタイルが極めて異なり、10年ほど間を置いて書かれたと考えられている。対照的に、ヘンリアドの4作は続けて書かれたと信じられている。
さらに、ヘンリアドに関して特異な点としては、歴史上の人物の架空のキャラクターがある一作から次の芝居へと持ち越されて登場するということがある。シェイクスピアがもっと早い時期に書いた『ヘンリー六世』四部作では、劇化された実際の出来事にあわせて歴史上の人物のみが芝居をまたいで登場する。ヘンリアドでは史実に登場する「高次な」キャラクターと、富裕な郷士ロバート・シャローから宿屋、給仕人、犯罪者、娼婦のドル・ティアシートまで、さまざまな社会階級から出てきた「低次な」人物が入り乱れる。
ヘンリアドに登場する主要な架空のキャラクターは『ウィンザーの陽気な女房たち』にも登場する。この芝居は四部作において継続的に歴史を描いたナラティヴとは関わりが無いため、ヘンリアド自体には通常含まれない。しかし、同時期に書かれたと信じられている。

## 登場人物

### 歴史上の人物
主要な登場人物はイングランド王ヘンリー5世で、『ヘンリー四世』二部作では王子として描かれている。研究においては、このフィクションの人物としてのこの若き王子をハル王子と呼称する。複数作に登場する他の登場人物としては、ヘンリーの父であるイングランド王ヘンリー4世や、ヘンリ－5世の弟であるジョン・オブ・ランカスターとハンフリー・オブ・ランカスター、謀反人である初代ノーサンバランド伯ヘンリー・パーシーやヨーク大司教スクループがいる。

### 架空の人物
主要な架空のキャラクターとしてはサー・ジョン・フォルスタッフがいるが、当初は実在の人物であるサー・ジョン・オールドカースルの名前がつけられていた。フォルスタッフのおつきであるバードルフ、ニム、ピストルも複数作に登場し、この人々が集まるボアーズヘッド亭の女主人であるクィックリー夫人も何度も登場する。ハルの友人ネッド・ポインズは『ヘンリー四世』二部作の両方に登場する。小物の犯罪者ピートーやバーテンダーのフランシスといった脇役も複数作に登場する。

## 映像化
- 1960: An Age of Kings
- 1966: 『オーソン・ウェルズのフォルスタッフ』
- 1979: BBCシェイクスピア (BBC Television Shakespeare)
- 2013: 『ホロウ・クラウン/嘆きの王冠』(The Hollow Crown)、第1シリーズ、BBC2[9]